# Teencats
Die Teencats sind eine norwegische Rockabilly-Band aus Hernes in der Gemeinde Elverum.

## Geschichte
Die Band wurde 1984 von den Brüdern Stig Rune und Stein-Erik Reiten, Ove Marken und Lars Harald Volta gegründet. Der Bassist Volta wurde 1986 durch Esten Graffsrønningen ersetzt. In dieser Besetzung spielte die Band ihre ersten Aufnahmen für die Kassette Back To The 50's With Rockabilly ein, die im folgenden Jahr als LP unter dem Titel Teddy Bop vom niederländischen Label Rockhouse Records veröffentlicht wurde.
Nach einigen Besetzungswechseln, zahlreichen Konzerten in Europa, und einem Fernsehauftritt folgten Verträge mit Booze Records und Sonet Records. Ende 1988 ging die Band mit dem Pianisten Lasse Hafreager ins Studio, um das Album Teddy Boy Rock'n'Roll einzuspielen. 1991 gelang ihr mit dem Titel Blue Eyes ein Eintritt in die Top 10 der norwegischen Hitparade. Nach einem Festivalauftritt in Deutschland löste sich die Band 1996 auf.
2012 veröffentlichte Stein Erik Reiten mit Mads Mikkelsen und Håkon Samland unter dem Namen Trouble Boys das Album We keep the Drapes alive im ursprünglichen Teencats-Stil bei Part Records. Die ehemaligen Teencats-Mitglieder Stig Rune Reiten und Anders Westhagen wirkten als Komponisten mit.
2016 ließ Stig Rune die Teencats mit neuer Besetzung wieder auferstehen. Neben Konzertauftritten arbeitet die Gruppe an einem neuen Album.

## Diskografie

### Alben
- 1986: Back to the 50's with Rockabilly
- 1987: Teddy Bop
- 1987: Cat’s Rhythm
- 1989: Teddy Boy Rock ’n’ Roll
- 1991: Rock Around The Box
- 1993: Footstompin’
- 1994: Past and Present
- 2015: Teddy Boy Stomp
- 2015: Teddy Bop Rhythm

### Singles und EPs
- 1989: Elisabeth / (It`s Just That) I Don't Love You Anymore
- 1991: Brand New Cadillac / Into The Shadows
- 1991: Blue Eyes / I wish I knew
- 1993: Kisses in the Moonlight
- 1993: Linda
- 1994: Darling
- 1994: Dumas Walker
- 2017: Wildest Cat in Town / The Speed of the Sound o Loneliness
- 2018: Teddy Bop
- 2018: Hey Mr. Grogan (EP)
- 2019: Ponytail Girl (EP)